# Ligue de Paris Île-de-France de football
La Ligue de Paris Île-de-France de football, nota anche con la sigla LPIFF, è l'organo di organizzazione e controllo del calcio in Île-de-France, affiliato alla FFF dal 1919. Ha sede a Parigi. Organizza il campionato dilettantistico Division d'Honneur d'Île-de-France (il cui vincitore ha diritto di partecipare al Championnat de France amateur 2) e i primi turni della Coppa di Francia (a carattere provinciale). Inoltre si occupa dei campionati regionali del calcio femminile.

## Storia
La Ligue de Paris è stata fondata il 31 maggio 1919 da un'Assemblée générale constitutive, con il compito di controllare, organizzare e divulgare il calcio nei dipartimenti della Senna e della Seine-et-Oise. È affiliata alla FFF dal 7 aprile 1919. Nel 1961 viene rinominata in Ligue parisienne de football e dopo venti anni nel nome attuale al fine di non coinvolgere l'intera regione nel solo nome di Parigi.

## Struttura

### Organigramma
| Comitato direttivo | Amministrazione |
| --- | --- |
| Presidente : Jamel Sandjak Vice-Presidente Delegato : Xavier Lebray Vice-Presidente : Brigitte Hamon Vice-Presidente : Pierre Petit Vice-Presidente : Jean-Claude Loup Vice-Presidente : Bruno Fouchet Segretario generale : Ahmed Bouajaj Tesoriere generale : Daniel Viard | Direttore amministrativo : Sophie Germain Direttore tecnico regionale : Ali Moucer Consigliere tecnico generale : Didier Caignard Consigliere tecnico regionale : Michel Douilhat |

### Competizioni organizzate
La federazione organizza ogni anno una coppa regionale definita Coupe de Paris, oltre alla fase preliminare della Coppa di Francia e della Coppa Gambardella.

## Palmarès
| Stagione | Division d'Honneur                    | Division Supérieure Régionale | Coupe de Paris                         | Division d'Honneur Femminile |
| -------- | ------------------------------------- | ----------------------------- | -------------------------------------- | ---------------------------- |
| 1920     | Red Star                              | -                             |                                        |                              |
| 1921     | Olympique de Paris                    | -                             |                                        |                              |
| 1922     | Red Star                              | -                             | CASG Paris                             |                              |
| 1923     | Non disputata                         | -                             | Olympique de Paris                     |                              |
| 1924     | Red Star                              | -                             |                                        |                              |
| 1925     | Stade français                        | -                             |                                        |                              |
| 1926     | Stade français                        | -                             |                                        |                              |
| 1927     | CA Paris                              | -                             |                                        |                              |
| 1928     | Stade français                        | -                             |                                        |                              |
| 1929     | Club Français                         | -                             |                                        |                              |
| 1930     | Club Français                         | -                             |                                        |                              |
| 1931     | RC France                             | -                             |                                        |                              |
| 1932     | RC France                             | -                             |                                        |                              |
| 1933     | CASG Paris                            | -                             |                                        |                              |
| 1934     | CA Montreuil                          | -                             |                                        | Fémina Sport                 |
| 1935     | CA Montreuil                          | -                             | ÉS Trappes                             | Dunlop Sports                |
| 1936     | Stade de l'Est                        | -                             | CA Montreuil                           | -                            |
| 1937     | SO Paris Est                          | -                             | CA Montreuil                           | -                            |
| 1938     | CO Boulogne-Billancourt               | -                             | CA Montreuil                           |                              |
| 1939     | CO Boulogne-Billancourt               | -                             |                                        |                              |
| 1940     |                                       | -                             |                                        |                              |
| 1941     | AS Amicale                            | -                             |                                        |                              |
| 1942     | CA Montreuil                          | -                             |                                        |                              |
| 1943     | SO Charenton                          | -                             |                                        |                              |
| 1944     | RC France                             | -                             |                                        |                              |
| 1945     | Olympique Saint-Denis                 | -                             |                                        |                              |
| 1946     | AS Française Le Perreux               | -                             |                                        |                              |
| 1947     | US Le Vésinet                         | -                             | US Nanterre                            |                              |
| 1948     | AS Amicale                            | -                             | AS Poissy                              |                              |
| 1949     | CA Montreuil                          | -                             | CA Montreuil                           |                              |
| 1950     | VGA Saint-Maur                        | -                             | CA Montreuil                           |                              |
| 1951     | AS Amicale                            | -                             | CA Montreuil                           |                              |
| 1952     | Stade de l'Est                        | -                             | VGA Saint-Maur                         |                              |
| 1953     | RC Paris 2                            | -                             | AS Poissy                              |                              |
| 1954     | Stade français 2                      | -                             | US Corbeil Essonnes                    |                              |
| 1955     | Stade Montmorency Enghien Deuil       | -                             | SCU Africain                           |                              |
| 1956     | CS Fontainebleau                      | -                             | US Corbeil Essonnes                    |                              |
| 1957     | Stade Saint-Germain                   | -                             | CS Fontainebleau                       |                              |
| 1958     | CA Montreuil                          | -                             | AS Amicale                             |                              |
| 1959     | CS Fontainebleau                      | -                             | RC Paris 2                             |                              |
| 1960     | AS Corbeil                            | -                             | CA Vitry                               |                              |
| 1961     | Stade Montmorency Enghien Deuil       | -                             | RC Paris 2                             |                              |
| 1962     | US Créteil                            | -                             | US Vésinet                             |                              |
| 1963     | AS Bagneaux-Nemours                   | -                             | AS Bagneaux-Nemours                    |                              |
| 1964     | RC Paris 2                            | -                             | RC Paris 2                             |                              |
| 1965     | Stade français 2                      | -                             | AS Bagneaux-Nemours                    |                              |
| 1966     | USM Malakoff                          | -                             | USM Malakoff                           |                              |
| 1967     | AS Amicale                            | -                             | Stade Saint-Germain                    |                              |
| 1968     | CA Mantes-la-Ville                    | -                             | CO Vincennes                           |                              |
| 1969     | AS Amicale                            | -                             | Stade Saint-Germain                    |                              |
| 1970     | Red Star 2                            | -                             | Entente Bagneaux Fontainebleau Nemours | -                            |
| 1971     | AS Poissy                             | -                             | AS Poissy                              | -                            |
| 1972     | CA Montreuil                          | -                             | Paris Saint-Germain 2                  | -                            |
| 1973     | RC France                             | -                             | Paris Saint-Germain 2                  | -                            |
| 1974     | US Melun                              | -                             | US Melun                               | -                            |
| 1975     | AS Corbeil                            | -                             | ES Viry-Châtillon                      | -                            |
| 1976     | ES Viry-Châtillon                     | -                             | AS Corbeil                             | -                            |
| 1977     | AS Police Paris                       | -                             | CA Mantes-la-Ville                     | -                            |
| 1978     | Red Star 2                            | -                             | Stade français                         | -                            |
| 1979     | Stade français                        | -                             | RC France                              | -                            |
| 1980     | USM Malakoff 2                        | -                             | Paris Saint-Germain 2                  | -                            |
| 1981     | PO Longjumeau                         | -                             | Red Star                               | -                            |
| 1982     | AS Poissy 2                           | -                             | US Melun                               | -                            |
| 1983     | US Villecresnes                       | -                             | ES Massy                               | -                            |
| 1984     | FC Saint-Leu                          | -                             | US Argenteuil                          | -                            |
| 1985     | RC Versailles                         | -                             | PO Longjumeau                          | -                            |
| 1986     | US Créteil                            | -                             | Olympique Noisy-le-Sec                 | -                            |
| 1987     | AS Évry                               | -                             | Olympique Noisy-le-Sec                 | -                            |
| 1988     | Paris FC                              | -                             | AS Poissy                              | -                            |
| 1989     | Olympique Noisy-le-Sec                | -                             | FC Issy-les-Moulineaux                 | -                            |
| 1990     | CM Aubervilliers                      | -                             | Levallois SC                           | -                            |
| 1991     | Paris Saint-Germain 2                 | -                             | CA Mantes-la-Ville                     | -                            |
| 1992     | Levallois SC                          | -                             | Levallois SC                           | -                            |
| 1993     | US Lusitanos Saint-Maur               | -                             | FC Les Lilas                           | -                            |
| 1994     | Red Star 2                            | -                             | US Moissy-Cramayel                     | -                            |
| 1995     | FC Les Lilas                          | -                             | US Ivry                                | -                            |
| 1996     | US Moissy                             | -                             | Villemomble Sports                     | -                            |
| 1997     | AS Corbeil                            | -                             | FC Tremblay-en-France                  | -                            |
| 1998     | US Ivry                               | -                             | US Créteil                             | -                            |
| 1999     | Entente Sannois Saint-Gratien         | -                             | Entente Sannois Saint-Gratien          | -                            |
| 2000     | US Créteil 2                          | -                             | Levallois SC                           | -                            |
| 2001     | FC Mantois 78                         | -                             | Red Star 2                             | -                            |
| 2002     | AS Choisy-le-Roi                      | -                             | Le Mée Sports Football                 | -                            |
| 2003     | Le Mée Sports Football                | -                             | US Lusitanos Saint-Maur                | -                            |
| 2004     | Villemomble Sports                    | -                             | Levallois SC                           | -                            |
| 2005     | Red Star                              | -                             | Racing Club 78 Neauphle-Pontchartrain  | -                            |
| 2006     | Arménienne ASO                        | -                             | AS Saint-Ouen-l'Aumône                 | -                            |
| 2007     | UJA Alfortville                       | -                             | AS Poissy                              | -                            |
| 2008     | Jeanne d'Arc de Drancy                | -                             | US Ivry                                | -                            |
| 2009     | CM Aubervilliers                      | -                             | Levallois SC                           | -                            |
| 2010     | AS Saint-Ouen-l'Aumône                | -                             | US Sénart-Moissy                       | -                            |
| 2011     | FC Issy-les-Moulineaux                | -                             | Olympique Noisy-le-Sec                 | -                            |
| 2012     | Évry FC                               | OFC Les Mureaux               | Racing Club 78 Neauphle-Pontchartrain  | CA Paris                     |
| 2013     | AS Saint-Ouen-l'Aumône                | -                             | US Lusitanos Saint-Maur                | -                            |
| 2014     | Athletic Club de Boulogne-Billancourt | -                             | OFC Les Mureaux                        | -                            |
| 2015     | US Lusitanos Saint-Maur               | -                             | CS Meaux Academy                       | -                            |